# 下村隆一
下村 隆一（しもむら りゅういち、1928年 - 1969年11月）は日本のスウェーデン文学研究者、翻訳家。

## 経歴
大阪市出身。東京大学経済学部在学中、原因不明の熱病で声がつぶれ足が不自由となり中退する。以降は杖の手放せない生活を最期まで送ることとなった。
その後兵庫県宝塚市に在住し、神戸在住のスウェーデン人にスウェーデン語を学び、山室静に相談してスウェーデンの児童文学の翻訳を始める。
1968年より、トーベ・ヤンソンの代表作『ムーミン』シリーズ二作のほか、いくつかのスウェーデン児童文学を翻訳したが、散歩している最中に自動車事故に遭い、41歳で急死した。このとき進めていたエディト・ウンネルスタード作の『すえっ子Oちゃん』の訳は未完に終わったが、下村の遺族から依頼を受けた石井桃子による加筆・修正が施された上で、1971年に出版された。

## 翻訳
- 『ムーミン谷の夏まつり』（講談社、トーベ・ヤンソン全集） 1968、のち文庫
- 『ノロちゃんのおとぎ話』（エディト・ウンネルスタード、学習研究社） 1968
- 『ラルーの決心』（エイメ・ソンマーフェルト、講談社、世界の名作図書館） 1969
- 『ムーミン谷の彗星』（講談社、トーベ・ヤンソン全集） 1969、のち文庫
- 『すえっ子Oちゃん』（エディト・ウンネルスタード、石井桃子共訳、学習研究社） 1971 - 解説は石井桃子が担当
- 『ペッレ君のゆかいな冒険』（エディト・ウンネルスタード、講談社） 1971 - 解説は山室静が担当
- 『長くつ下のピッピ』(アストリッド・リンドグレーン、偕成社、偕成社文庫） 1988